# Лёгкая атлетика на летних Олимпийских играх 2020 — эстафета 4×100 метров (женщины)
Соревнования в эстафете на 4 × 100 метров среди женщин на летних Олимпийских играх 2020 года прошли 5 и 6 августа 2021 года на Японском национальном стадионе. В соревнованиях приняли участие 16 эстафетных команд, каждая из которых насчитывала 5 членов, из которых в каждом раунде выбирают 4.
Ямайка выиграла золотую медаль с третьим результатом в истории после того, как США выиграли золотые медали в финале Олимпийских игр в Лондоне в 2012 году (40,82) и Олимпийских игр в Рио в 2016 году (41,01).

## Медалисты
| Золото | Серебро                                                                                                | Бронза                                                                            |
| Ямайка · Бриана Уильямс · Элейн Томпсон-Хера · Шелли-Энн Фрейзер-Прайс · Шерика Джексон · Наташа Моррисон · Ремона Берчелл | США · Джавианн Оливер · Теана Дэниелс · Дженна Прандини · Габриэль Томас · Инглиш Гарднер · Алея Хоббс | Великобритания · Аша Филип · Имани-Лара Лансиквот · Дина Эшер-Смит · Дэрилл Нейта |

## История
Соревнование в эстафете на 4 × 100 метров среди женщин на Олимпийских играх 2020 года будет проводиться в 22 раз. Впервые было проведено в 1928 году.

## Квалификация
Национальные олимпийские комитеты (НОК) могут квалифицировать одну эстафетную команду одним из следующих трех способов:
- Лучшие 8 команд НОК квалифицировались на эстафетный турнир через чемпионат мира по легкой атлетике 2019 года.
- Дополнительно 4 команды НОК квалифицировались на эстафетный турнир через Чемпионат мира по легкоатлетическим эстафетам 2021.
- Остальные 4 команды НОК, которые не попали через чемпионат мира 2019 года и на чемпионат мировых легкоатлетических эстафет 2021 года, квалифицировались как лучшие сборные из мирового рейтинга по состоянию на 29 июня 2021 года.

Всего в эстафетную команду могут быть введены пять спортсменов. Если НОК также ввел отдельных спортсменов в соответствующее индивидуальное соревнование (100 м), включенные индивидуальные спортсмены должны быть включены в общее количество пяти (5) спортсменов, включенных в эстафету. В дополнение к пяти, НОК могут номинировать максимум одного альтернативного спортсмена для каждой команды.
Квалификационный период первоначально был установлен с 1 мая 2019 года по 29 июня 2020 года. Из -за пандемии коронавирусной инфекции в период с 6 апреля 2020 года по 30 ноября 2020 года соревнования был приостановлены и дата окончания продлена до 29 июня 2021 года. Квалификационные нормативы времени могут быть получены в различных соревнованиях в течение данного периода, и которые имеют одобрение ИААФ. Как на открытом воздухе, так и в помещении, а также результаты последний региональных чемпионатов могут быть засчитаны в рейтинге, даже если он проведен не во время квалификационного периода.

## Рекорды
Мировой и олимпийский рекорды до начала летних Олимпийских игр 2020 года:
| Мировой рекорд     | США Тианна Мэдисон, Эллисон Феликс, Бьянка Найт, Кармелита Джетер         | 40,82 | Лондон | 10 августа 2012 |
| Олимпийский рекорд | США · Тианна Мэдисон, · Эллисон Феликс, · Бьянка Найт, · Кармелита Джетер | 40,82 | Лондон | 10 августа 2012 |

## Формат и календарь турнира
В соревнованиях продолжили использовать двухраундовый формат, введенный в 2012 году.
Время Олимпийских объектов местное (Япония, UTC+9)
| Дата                    | Время | Раунд      |
| ----------------------- | ----- | ---------- |
| Четверг, 5 августа 2021 | 09:00 | Отборочный |
| Пятница, 6 августа 2021 | 19:50 | Финал      |

## Результаты

### Отборочные забеги
Квалификационные правила: первые 3 в каждом забеге (Q) и дополнительно 2 с лучшими показанными результатами из всех забегов (q) проходят в Финальный раунд.

#### Отборочный забег 1
| Место | Дорожка | НОК            | Спортсмен                                                        | Реакция на старте | Время | Примечание |
| ----- | ------- | -------------- | ---------------------------------------------------------------- | ----------------- | ----- | ---------- |
| 1     | 5       | Великобритания | Аша Филип, Имани-Лара Лансиквот, Дина Эшер-Смит, Дэрилл Нейта    | 0.132             | 41.55 | NR, Q      |
| 2     | 4       | США            | Джавианн Оливер, Теана Дэниелс, Инглиш Гарднер, Алея Хоббс       | 0.140             | 41.90 | SB, Q      |
| 3     | 6       | Ямайка         | Бриана Уильямс, Наташа Моррисон, Ремона Берчелл, Шерика Джексон  | 0.180             | 42.15 | SB, Q      |
| 4     | 3       | Франция        | Кароль Заи, Орланн Омбисса-Дзанг, Жемима Жозеф, Синтия Ледюк     | 0.156             | 42.68 | SB, Q      |
| 5     | 2       | Нидерланды     | Надин Виссер, Дафне Схипперс, Марие ван Хюненстейн, Наоми Седней | 0.151             | 42.81 | SB, Q      |
| 6     | 9       | Италия         | Ирене Сирагуза, Глория Хупер, Анна Бонджорни, Виттория Фонтана   | 0.143             | 42.84 | NR         |
| 7     | 8       | Япония         | Ханаэ Аояма, Мэй Кодама, Ами Сайто, Рэми Цурута                  | 0.145             | 43.44 | SB         |
| 8     | 7       | Эквадор        | Марисоль Ландасури, Анахи Суарес, Юлиана Ангуло, Анхела Тенорио  | 0.141             | 43.69 | NR         |

#### Отборочный забег 2
| Место | Дорожка | НОК               | Спортсмен                                                                   | Реакция на старте | Время | Примечание |
| ----- | ------- | ----------------- | --------------------------------------------------------------------------- | ----------------- | ----- | ---------- |
| 1     | 7       | Германия          | Ребекка Хазе, Александра Бургхардт, Татьяна Пинту, Джина Люккенкемпер       | 0.216             | 42.00 | SB, Q      |
| 2     | 6       | Швейцария         | Риккарда Дитше, Айла Дель Понте, Муджинга Камбунджи, Саломе Кора            | 0.166             | 42.05 | NR, Q      |
| 3     | 3       | Китай             | Лян Сяоцзин, Гэ Маньци, Хуанг Гуйфэнь, Вэй Юнли                             | 0.137             | 42.82 | Q          |
| 4     | 8       | Польша            | Марика Попович-Драпала, Клаудия Адамек, Паулина Палух, Пиа Скшишовска       | 0.156             | 43.09 | SB         |
| 5     | 2       | Бразилия          | Бруна Фариас, Ана Клаудиа Лемос, Витория Кристина Роза, Розангела Сантос    | 0.128             | 43.15 | SB         |
| 6     | 4       | Нигерия           | Олуватобилоба Амусан, Нзубети Грейс Нвокоча, Пейшенс Окон Джордж, Эсе Бруме | 0.164             | 43.25 |            |
| 7     | 5       | Дания             | Матильда Крамер, Астрид Гленнер-Франдсен, Эмма Бейтер Бомме, Ида Карстофт   | 0.157             | 43.51 | NR         |
| 8     | 9       | Тринидад и Тобаго | Халифа Сент-Форт, Мишель-Ли Ахье, Кай Селвон, Келли-Энн Баптист             | 0.196             | 43.62 | SB         |

### Финал
| Место | Дорожка | НОК            | Спортсмен                                                                   | Реакция на старте | Время | Примечание |
| ----- | ------- | -------------- | --------------------------------------------------------------------------- | ----------------- | ----- | ---------- |
| 1     | 8       | Ямайка         | Бриана Уильямс, Элейн Томпсон-Хера, Шелли-Энн Фрейзер-Прайс, Шерика Джексон | 0.188             | 41.02 | NR         |
| 2     | 6       | США            | Джавианн Оливер, Теана Дэниелс, Дженна Прандини, Габриэль Томас             | 0.132             | 41.45 | SB         |
| 3     | 5       | Великобритания | Аша Филип, Имани-Лара Лансиквот, Дина Эшер-Смит, Дэрилл Нейта               | 0.121             | 41.88 |            |
| 4     | 7       | Швейцария      | Риккарда Дитше, Айла Дель Понте, Муджинга Камбунджи, Саломе Кора            | 0.166             | 42.08 |            |
| 5     | 4       | Германия       | Ребекка Хазе, Александра Бургхардт, Татьяна Пинту, Джина Люккенкемпер       | 0.196             | 42.12 |            |
| 6     | 9       | Китай          | Лян Сяоцзин, Гэ Маньци, Хуан Гуйфэнь, Вэй Юнли                              | 0.160             | 42.71 | SB         |
| 7     | 3       | Франция        | Кароль Заи, Орланн Омбисса-Дзанг, Жемима Жозеф, Синтия Ледюк                | 0.146             | 42.89 |            |
| —     | 2       | Нидерланды     | Надин Виссер, Дафне Схипперс, Марие ван Хюненстейн, Наоми Седней            | 0.148             | DNF   |            |